# Sweet Nothing
„Sweet Nothing” – to utwór szkockiego producenta muzycznego i DJ-a Calvina Harrisa wraz z gościnnym udziałem Florence Welch. Wydany został 12 października 2012 roku przez wytwórnię płytową Columbia Records jako piąty singel DJ-a z jego trzeciego albumu studyjnego, zatytułowanego 18 Months. Twórcami tekstu utworu są Florence Welch, Kid Harpoon oraz Calvin Harris, który także zajął się jego produkcją. Do singla nakręcono także teledysk, a jego reżyserią zajął się Vincent Haycock. „Sweet Nothing” zadebiutował na szczycie list przebojów w Irlandii, Szkocji oraz Wielkiej Brytanii.

## Pozycje na listach przebojów
| Kraj              | Lista (2012-13)         | Pozycja | Status             |
| ----------------- | ----------------------- | ------- | ------------------ |
| Australia         | Top 50 Singles          | 2       | 3× platynowa płyta |
| Austria           | Singles Top 75          | 29      | –                  |
| Belgia (Flandria) | Ultratop 50             | 9       | złota płyta        |
| Belgia (Wallonia) | Ultratop 50             | 23      | złota płyta        |
| Dania             | Tracklisten Top 40      | 8       | –                  |
| Finlandia         | Top 20 Singles          | 9       | –                  |
| Francja           | Top 200 Singles         | 17      | –                  |
| Hiszpania         | Singles Top 50          | 33      | –                  |
| Holandia          | Single Top 100          | 29      | –                  |
| Irlandia          | Top 50 Singles          | 1       | –                  |
| Kanada            | Canadian Hot 100        | 15      | 2× platynowa płyta |
| Niemcy            | Top 100 Singles         | 19      | złota płyta        |
| Norwegia          | Top 20 Singles          | 13      | –                  |
| Nowa Zelandia     | Top 40 Singles          | 2       | –                  |
| Polska            | AirPlay – Top           | 4       | –                  |
| Stany Zjednoczone | Hot 100                 | 10      | 2× platynowa płyta |
| Szkocja           | Scottish Singles Top 40 | 1       | –                  |
| Szwajcaria        | Singles Top 75          | 36      | złota płyta        |
| Szwecja           | Top 60 Singles          | 15      | –                  |
| Wielka Brytania   | Singles Top 100         | 1       | złota płyta        |
| Włochy            | Top 20 Singles          | –       | złota płyta        |